# Conchagüita (volcan)
Pour les articles homonymes, voir Conchagüita.
Le Conchagüita est un stratovolcan de l'île Conchagüita dans le golfe de Fonseca au Salvador.